# Rafik Saïfi
Rafik Saïfi - em árabe, رفيق صايفي (Argel, 7 de fevereiro de 1975) - é um ex-futebolista da Argélia que jogava na posição de medio.

## Carreira
Saifi representou o elenco da Seleção Argelina de Futebol no Campeonato Africano das Nações de 2010.